# Velenți, Gabrovo
Velenți (în bulgară Веленци) este un sat în comuna Treavna, regiunea Gabrovo,  Bulgaria. 

## Demografie
Componența etnică a satului Velenți
     Bulgari (100%)
     Nicio identificare (0%)
     Altele (0%)
La recensământul din 2011, populația satului Velenți era de 5 locuitori. Din punct de vedere etnic, toți locuitorii erau bulgari.